# Ezüstfülű napmadár
Az ezüstfülű napmadár (Leiothrix argentauris) a madarak osztályának verébalakúak (Passeriformes) rendjébe és a Leiothrichidae családjába tartozó faj.

## Rendszerezése
A fajt Brian Houghton Hodgson írta le 1837-ben, a Mesia nembe Mesia argentauris néven.

## Előfordulása
Bhután, Kambodzsa, Kína, India, Indonézia, Laosz, Malajzia, Mianmar, Thaiföld és Vietnám területén honos. A természetes élőhelye a szubtrópusi vagy trópusi síkvidéki és hegyi esőerdők, magaslati cserjések, valamint ültetvények. Állandó, nem vonuló faj.
Eredeti elterjedés területén kívül meghonosították Hongkongban is, ahol egy szökött kalitkamadarakból álló populáció él.

## Alfajai
- Leiothrix argentauris argentauris (Hodgson, 1837)  India északi és keleti része, Bhután, Mianmar északi része és Dél-Kína
- Leiothrix argentauris aureigularis (Koelz, 1953)
- Leiothrix argentauris galbana (Mayr &Greenway, 1938) - Mianmar déli fele és Észak-Thaiföld
- Leiothrix argentauris ricketti (La Touche, 1923) - Kína (Jünnan, Kujcsou és Guangxi tartományok), Észak-Laosz és Észak-Vietnam
- Leiothrix argentauris cunhaci (Robinson & Kloss, 1919) - Dél-Vietnam, Dél-Laosz és Kambodzsa
- Leiothrix argentauris tahanensis (Yen, 1934) - Thaiföld déli része és Malajzia szárazföldi része
- Leiothrix argentauris rookmakeri (Junge, 1948) - Észak-Szumátra
- Leiothrix argentauris laurinae (Salvadori, 1879) - Dél-Szumátra
- Leiothrix argentauris vernayi (Mayr & Greenway, 1938)

## Megjelenése
Testhossza 17 centiméter, testtömege 23-29 gramm.

## Életmódja
Tápláléka rovarokból, gyümölcsből és magvakból áll.